# Штокманівське газоконденсатне родовище
Штокманівське газоконденсатне родовище — одне з родовищ природного газу в російському секторі Баренцова моря, приблизно за 600 км на північний схід від Мурманська в районі з глибинами моря 320—340 м. За російською класифікацією належить до унікальних, за міжнародною — до супергігантських.

## Історія
Штокманівська структура виявлена у 1981 внаслідок геофізичних досліджень, проведених з судна «Професор Штокман» спеціалістами тресту «Севморнефтегеофизика». Існування родовища підтвердила пробурена у 1988 перша розвідувальна свердловина завглибшки 3153 м нижче рівня морського дна.
Враховуючи знаходження родовища в районі із значними глибинами та надзвичайно суворими природними умовами, що потребуватиме відповідних технологій та капіталовкладень, у 2008 було створене спільне підприємство «Газпрому» та іноземних нафтогазових лідерів норвезькою Statoil (24 %) та французькою Total (25 %) – оператор Shtokman Development. Угодою передбачались доволі стислі строки для прийняття рішень по проєкту — не пізніше 2012. Втім, на практиці реалізація цього гігантського задуму йшла доволі повільно, оскільки в учасників не було достатньої впевненості в довготривалому прогнозі щодо необхідної для окупності проєкту ціни на продукцію. При цьому на початку 2000-х років у США, які планувались як один з головних ринків для зрідженого природного газу, виробленого при розробці Штокманівського родовища, розпочалась «сланцева революція». Завдяки останній США не тільки вибули з числа перспективних ринків, але й розпочали розгортання масштабних власних потужностей з експорту ЗПГ. В таких умовах реалізація Штокманівського проєкту не розпочалась у встановлені первісною угодою строки, після чого у 2012 та 2015 Statoil і Total передали «Газпрому» свої частки в спільному підприємстві, відобразивши у звітності збитки у розмірі 335 та 350  млн. $. На початку 2013 «Газпром» оголосив тендер на проєктні роботи щодо спорудження заводу з виробництва ЗПГ на узбережжі губи Орловка в Мурманській області. Останній повинен був виробляти із газу Штокманівського родовища продукцію в еквіваленті 40 млрд м³/рік, крім того, близько 2,3 млрд м³/рік планувалось направити на потреби самої області. Проте у тому ж році тендер скасували як передчасний, оскільки за оптимістичними оцінками реалізація Штокманівського проєкту повинна була розпочатись не раніше 2019.

## Геологія
Продуктивні пласти залягають на рівні 1500—2500 м у відкладеннях середньої юри. За типом поклади належать до пластово-сводових. Товщина двох основних продуктивних пластів 74 та 78 м, при цьому родовище займає велику площу — близько 1400 км². Запаси за російською класифікаційною системою за категоріями С1+С2 становлять 3,9 трлн м³ газу та  56 млн.т конденсату. Це давало підстави складати плани розробки, за якими почавши з рівня у 24 млрд м³/рік видобуток був би доведений до понад 71 млрд м³/рік, або більш ніж 10 % від загальноросійського видобутку на початку ХХІ ст. Ліцензію на розробку такого об'єкта видали державній компанії «Газпром».